# Pareczniki

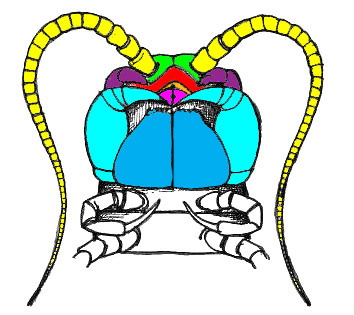
Spód głowy drewniaka widełkowca. Żółty: czułki, zielony: płytka głowowa, czerwony: nadustek, różowy: szczęki I pary; fioletowy: szczęki II pary; niebieski: coxosterna szczękonóży; turkusowy: pozostała część szczękonóży

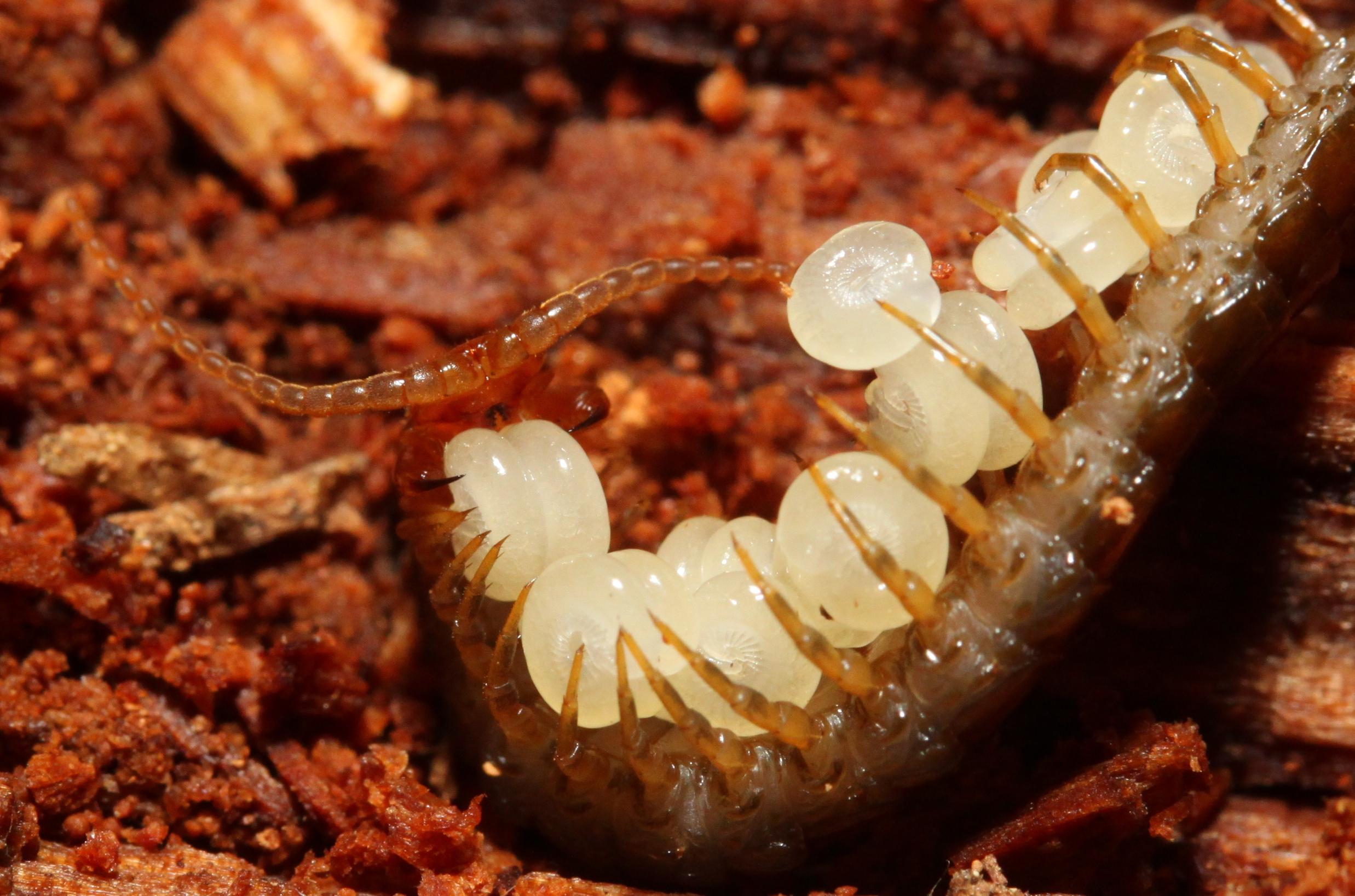
Skolopendra opiekująca się jajami

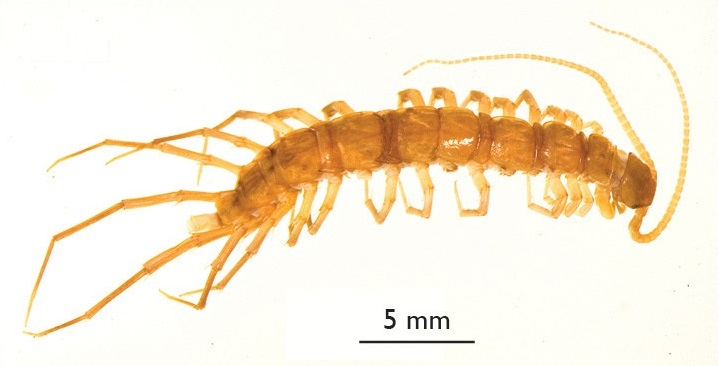
Eupolybothrus longicornis

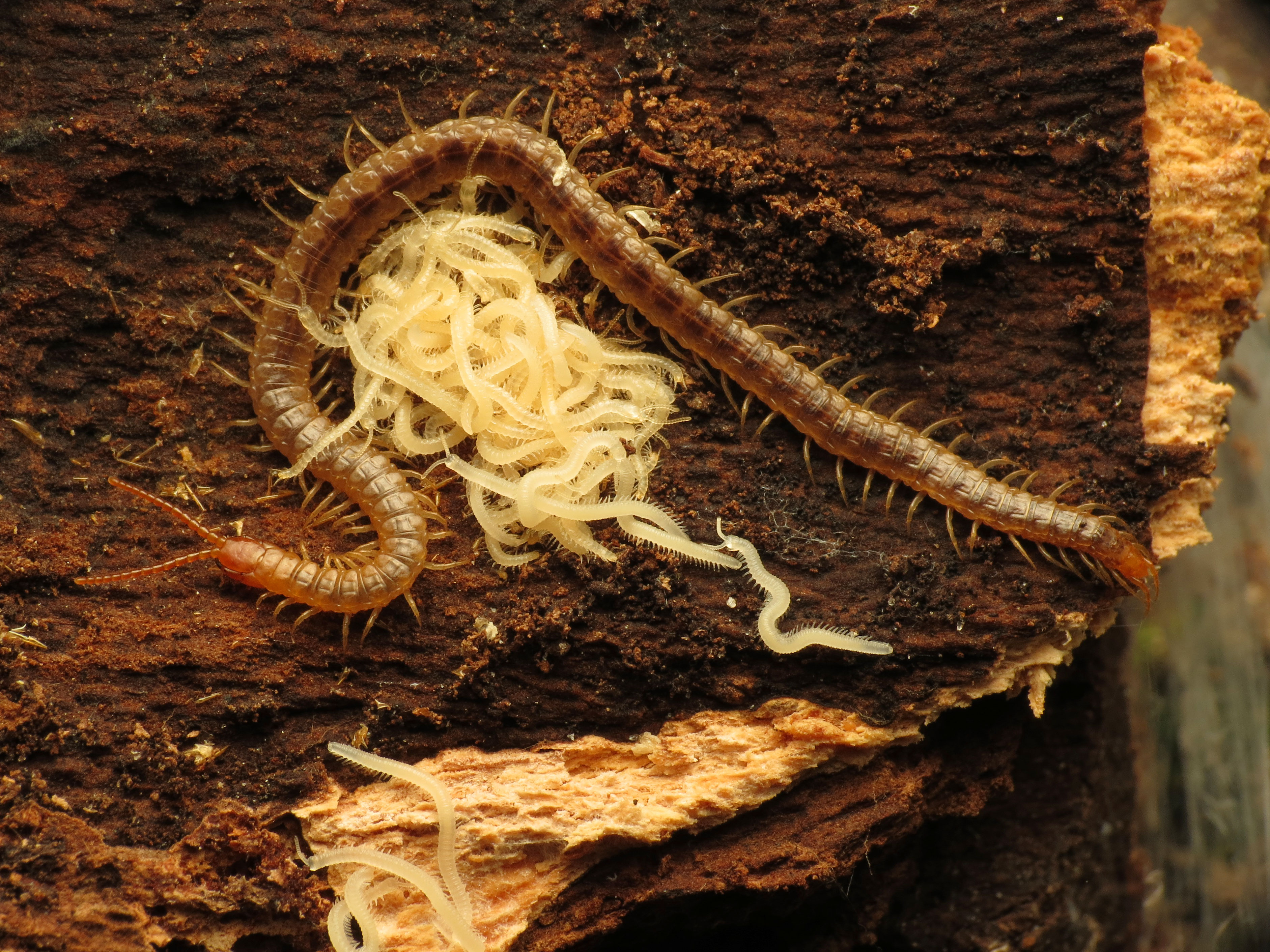
Samica zieminka z młodymi

Pareczniki (Chilopoda) – gromada stawonogów zaliczanych do wijów (Myriapoda). Należy tu ponad 3200 opisanych gatunków, klasyfikowanych w rzędach przetarcznikokształtnych, drewniakokształtnych, Craterostigmomorpha, Devonobiomorpha, skolopendrokształtnych i zieminkokształtnych. Zamieszkują wilgotne środowiska lądowe, jak gleba, ściółka leśna czy próchno. Są aktywnie polującymi drapieżnikami. Charakterystyczne jest dla nich przekształcenie odnóży pierwszego segmentu zagłowowego w służące do wprowadzania jadu szczękonóża i położenie otworów płciowych z tyłu ciała. Liczba par nóg u dorosłych waha się od 15 do 191, przy czym występuje po 1 parze na segment tułowia. Rozwój pozazarodkowy jest hemianamorficzny lub epimorficzny. Część wykazuje troskę rodzicielską o jaja i potomstwo. W zapisie kopalnym znane są od przełomu syluru i dewonu.

## Opis
Ciało mają spłaszczone grzbietowo-brzusznie lub walcowate (u przetarcznikokształtnych), podzielone na głowę i segmentowany tułów. Na głowie znajdują się zbudowane z 13–200 członów czułki oraz trzy pary przydatków gębowych: żuwaczki i 2 pary szczęk. Oczy, jeśli są obecne, przyjmują formę zgrupowań oczu prostych lub (u przetarcznikokształtnych) są złożone. U niektórych przedstawicieli w okolicy oczu znajduje się narząd skroniowy zwany też narządem Tömösváry’ego, który odpowiedzialny jest za recepcję stopnia wilgotności. Położony na spodzie głowy otwór gębowy odgranicza od przodu trzyczęściowa, osadzona na nadustku warga górna, a po bokach pleuryty głowowe.
Na pierwszym segmencie zagłowowym osadzone są szczękonóża, a sam segment jest od spodu zasłonięty przez ich coxosterna. W szczękonóżach znajdują się gruczoły jadowe, a sam narząd służy chwytaniu, paraliżowaniu, a u części gatunków też rozrywaniu ofiary. Kolejne segmenty tułowia mają po 1 parze odnóży krocznych, złożone z biodra, krętarza, przedudzia, uda, goleni i stopy. Liczba par nóg u dorosłych waha się od 15 do 191. Ostatnia para odnóży często jest przekształcona i pełni funkcje zmysłowe lub obronne. Biodra ostatnich par nóg mają pory koksalne, będące ujściami gruczołów biodrowych. Segmenty tułowia cechować się mogą heteronomią. Często na przemian występują dłuższe segmenty z przetchlinkami i krótsze bez przetchlinek. Trzy ostatnie segmenty tułowia (intermedialny i 2 genitalne) oraz kończący ciało telson są pozbawione odnóży.

### Budowa wewnętrzna
Szkielet wewnętrzny głowy stanowi tentorium, natomiast segmentów tułowia zwykle tylko para płytek – wyjątkiem są przetarczkiokształne, mające w każdym segmencie tułowia most endoszkieletowy, złożony z apodem.
Mózg złożony jest z dwupłatowych: przedmóżdza, śródmóżdża i zamóżdża. To pierwsze jest silnie zredukowane u gatunków ślepych, a w części dystalnej zawiera gruczoł mózgowy. Zamóżdże przechodzi w zwój podprzełykowy, unerwiający narządy gębowe, a kolejny zwój unerwia szczękonóża. Dalej układ nerwowy ma postać drabinki.
Układ krwionośny tworzą dwa naczynia: grzbietowe i brzuszne, połączone z przodu ciała łukiem szczękonóżowym. Tułowiowa część grzbietowego stanowi serce, a głowowa aortę. Tułowiowa część naczynia brzusznego określana jest jako naczynie supraneuralne.
Układ oddechowy stanowi system tchawek o różnym stopniu komplikacji. U przetarcznikokształtnych przetchlinki są nieparzyste i położone na tergitach, a u pozostałych pareczników parzyste i położone na pleurach.
Narządami wydalniczymi są cewki Malpighiego, a u niektórych występują też gruczoły szczękowe.
Gonady położone są nad układem pokarmowym, a otwory płciowe z tyłu ciała.

## Rozród i rozwój
Pareczniki są rozdzielnopłciowe, wiele rozmnaża się też przez partenogenezę. Brak u nich kopulacji, za to występują złożone zachowania godowe, w tym tańce.U wszystkich pareczników nasienie przekazywane jest w postaci spermatoforu.
U skolopendrokształtnych i zieminkokształtnych samice opiekują się jajami i potomstwem do trzeciej wylinki. Troskę rodzicielską wykazują też Craterostigmomorpha. W embriogenezie występuje bruzdkowanie częściowe powierzchniowe. Rozwój pozazarodkowy jest hemianamorficzny lub epimorficzny. Ten ostatni oznacza brak zwiększania się liczby segmentów ciała po kolejnych wylinkach i cechuje skolopendrokształtne oraz zieminkokształtne. Postacie dojrzałe zachowują zdolność do linienia. Wije te dożywają do 1–6 lat.

## Ekologia i rozprzestrzenienie
Pareczniki są kosmopolityczne, ale najliczniejsze gatunkowo w tropikach i subtropikach. W Polsce występuje około 60 gatunków. Zasiedlają głównie miejsca wilgotne, jak gleba, ściółka leśna czy próchno drzew. W wilgotnej ściółce lasów liściastych strefy umiarkowanej Europy Środkowej są dominującą grupą drapieżników bezkręgowych, osiągając zagęszczenia kilkuset osobników na 1 m².
Wije te są aktywnie polującymi drapieżnikami. Ich ofiarami padają głównie inne stawonogi, skąposzczety i nagie ślimaki. Więksi przedstawiciele skolopendrokształtnych polują również na kręgowce. Ofiarami skolopendry olbrzymiej padają płazy, jaszczurki, gryzonie, ptaki, a nawet łapane w locie nietoperze.
Same pareczniki padają ofiarą wielu większych zwierząt. W polowaniu na nie wyspecjalizowane są np. wąż Aparallactus capensis oraz afrykańskie mrówki Amblyopone pluto, żerujące wyłącznie na ziemnikokształtnych. W ramach obrony przed drapieżnikami pareczniki stosują głównie kąsanie i wydzieliny gruczołów obronnych. U przetarcznikokształtnych i drewniakokształtnych stosowana jest też autotomia. Niektóre skolopendry wykorzystują odstraszanie dźwiękiem.

## Ewolucja i systematyka
| Notostigmophora | przetarcznikokształtne |
|                 | przetarcznikokształtne |

|           | †Devonobiomorpha                                                           |
|           |                                                                            |
| Epimorpha | \| \| skolopendrokształtne \| \| \| \| \| \| zieminkokształtne \| \| \| \| |
|           | \| \| skolopendrokształtne \| \| \| \| \| \| zieminkokształtne \| \| \| \| |
|           | skolopendrokształtne                                                       |
|           |                                                                            |
|           | zieminkokształtne                                                          |
|           |                                                                            |

|  | skolopendrokształtne |
|  |                      |
|  | zieminkokształtne    |
|  |                      |

|           | †Devonobiomorpha                                                           |
|           |                                                                            |
| Epimorpha | \| \| skolopendrokształtne \| \| \| \| \| \| zieminkokształtne \| \| \| \| |
|           | \| \| skolopendrokształtne \| \| \| \| \| \| zieminkokształtne \| \| \| \| |
|           | skolopendrokształtne                                                       |
|           |                                                                            |
|           | zieminkokształtne                                                          |
|           |                                                                            |

|  | skolopendrokształtne |
|  |                      |
|  | zieminkokształtne    |
|  |                      |

|           | †Devonobiomorpha                                                           |
|           |                                                                            |
| Epimorpha | \| \| skolopendrokształtne \| \| \| \| \| \| zieminkokształtne \| \| \| \| |
|           | \| \| skolopendrokształtne \| \| \| \| \| \| zieminkokształtne \| \| \| \| |
|           | skolopendrokształtne                                                       |
|           |                                                                            |
|           | zieminkokształtne                                                          |
|           |                                                                            |

|  | skolopendrokształtne |
|  |                      |
|  | zieminkokształtne    |
|  |                      |

|           | †Devonobiomorpha                                                           |
|           |                                                                            |
| Epimorpha | \| \| skolopendrokształtne \| \| \| \| \| \| zieminkokształtne \| \| \| \| |
|           | \| \| skolopendrokształtne \| \| \| \| \| \| zieminkokształtne \| \| \| \| |
|           | skolopendrokształtne                                                       |
|           |                                                                            |
|           | zieminkokształtne                                                          |
|           |                                                                            |

|  | skolopendrokształtne |
|  |                      |
|  | zieminkokształtne    |
|  |                      |

| Notostigmophora | przetarcznikokształtne |
|                 | przetarcznikokształtne |

|           | †Devonobiomorpha                                                           |
|           |                                                                            |
| Epimorpha | \| \| skolopendrokształtne \| \| \| \| \| \| zieminkokształtne \| \| \| \| |
|           | \| \| skolopendrokształtne \| \| \| \| \| \| zieminkokształtne \| \| \| \| |
|           | skolopendrokształtne                                                       |
|           |                                                                            |
|           | zieminkokształtne                                                          |
|           |                                                                            |

|  | skolopendrokształtne |
|  |                      |
|  | zieminkokształtne    |
|  |                      |

|           | †Devonobiomorpha                                                           |
|           |                                                                            |
| Epimorpha | \| \| skolopendrokształtne \| \| \| \| \| \| zieminkokształtne \| \| \| \| |
|           | \| \| skolopendrokształtne \| \| \| \| \| \| zieminkokształtne \| \| \| \| |
|           | skolopendrokształtne                                                       |
|           |                                                                            |
|           | zieminkokształtne                                                          |
|           |                                                                            |

|  | skolopendrokształtne |
|  |                      |
|  | zieminkokształtne    |
|  |                      |

|           | †Devonobiomorpha                                                           |
|           |                                                                            |
| Epimorpha | \| \| skolopendrokształtne \| \| \| \| \| \| zieminkokształtne \| \| \| \| |
|           | \| \| skolopendrokształtne \| \| \| \| \| \| zieminkokształtne \| \| \| \| |
|           | skolopendrokształtne                                                       |
|           |                                                                            |
|           | zieminkokształtne                                                          |
|           |                                                                            |

|  | skolopendrokształtne |
|  |                      |
|  | zieminkokształtne    |
|  |                      |

|           | †Devonobiomorpha                                                           |
|           |                                                                            |
| Epimorpha | \| \| skolopendrokształtne \| \| \| \| \| \| zieminkokształtne \| \| \| \| |
|           | \| \| skolopendrokształtne \| \| \| \| \| \| zieminkokształtne \| \| \| \| |
|           | skolopendrokształtne                                                       |
|           |                                                                            |
|           | zieminkokształtne                                                          |
|           |                                                                            |

|  | skolopendrokształtne |
|  |                      |
|  | zieminkokształtne    |
|  |                      |

Dotychczas opisano ponad 3200 gatunków pareczników, ale łączną liczbę współcześnie żyjących szacuje się na niecałe 7 tysięcy. Zalicza się je do 5 rzędów współczesnych i 1 wymarłego. Analizy molekularne i morfologiczne wspierają ich podział na 2 podgromady: Notostigmophora, obejmujące tylko przetarcznikokształtne i Pleurostigmophora, obejmujące pozostałe grupy. W obrębie Pleurostigmophora wszystkie rzędy z wyjątkiem drewniakokształtnych tworzą klad Phylactometria, a w obrębie Phylactometria skolopendrokształtne i zieminkokształtne łączy się w klad Epimorpha.
Stosunkowo słabo zesklerotyzowany oskórek i zamieszkiwane siedliska ograniczają szanse fosylizacji pareczników. Najstarsze znane skamieniałości z tej gromady należą do rodzaju Crussolum z rzędu przetarcznikokształtnych i datowane są na przełom syluru i dewonu (około 418 mln lat temu). Z dewonu znany jest także Devonobius delta, jedyny przedstawiciel rzędu Devonobiomorpha. Z paleozoiku znane są przetarcznikokształtne i skolopendrokształtne. Czas rozejścia się linii Phylactometria i drewniakokształtnych datowany jest na 385 mln lat temu, ale skamieniałości tych ostatnich znane są tylko z kenozoiku. Najstarszym znanym zieminkokształtnym jest pochodzący z jury późnej Eogeophilus jurassicus, choć jako przedstawiciela tej grupy rozważano też późnokarbońskiego Ilyodes attenuata.